# Municipio de Spring Grove (Minnesota)
El municipio de Spring Grove (en inglés: Spring Grove Township) es un municipio ubicado en el condado de Houston en el estado estadounidense de Minnesota. En el año 2010 tenía una población de 402 habitantes y una densidad poblacional de 4,44 personas por km².

## Geografía
El municipio de Spring Grove se encuentra ubicado en las coordenadas 43°32′25″N 91°41′4″O / 43.54028, -91.68444. Según la Oficina del Censo de los Estados Unidos, el municipio tiene una superficie total de 90.49 km², de la cual 90,34 km² corresponden a tierra firme y (0,17 %) 0,16 km² es agua.

## Demografía
Según el censo de 2010, había 402 personas residiendo en el municipio de Spring Grove. La densidad de población era de 4,44 hab./km². De los 402 habitantes, el municipio de Spring Grove estaba compuesto por el 98,26 % blancos, el 0,25 % eran afroamericanos, el 0,25 % eran amerindios, el 0,5 % eran asiáticos y el 0,75 % eran de una mezcla de razas. Del total de la población el 1,74 % eran hispanos o latinos de cualquier raza.